# Episodi di Odio il Natale (seconda stagione)
La seconda stagione della serie televisiva Odio il Natale, composta da sei episodi, è stata interamente pubblicata sul servizio di streaming on demand Netflix il 7 dicembre 2023 in tutti i Paesi in cui è disponibile.
| n° | Titolo                    | Pubblicazione in Italia |
| -- | ------------------------- | ----------------------- |
| 1  | La regina del Natale      | 07 dicembre 2023        |
| 2  | Uno qualunque             | 07 dicembre 2023        |
| 3  | Tutti tranne me           | 07 dicembre 2023        |
| 4  | Avanti tutta              | 07 dicembre 2023        |
| 5  | Cuore in formaldeide      | 07 dicembre 2023        |
| 6  | La slitta di Babbo Natale | 07 dicembre 2023        |